# Listă de scriitori din Guineea-Bissau
Aceasta este o listă de scriitori din Guineea-Bissau.
- Abdulai Silla
- Amilcar Cabral
- Agnelo Regalla
- Felix Sigá
- Filomena Embaló
- Julião Soares Sousa
- Hélder Proença
- Odete Semedo
- Vasco Cabral
- Marinho de Pina
- Nelson Medina
- Pascoal D`Artignan Aurigema
- Otavio Cunha da Silva
- Waldir Araújo